# Tony De Saulles
Tony De Saulles – brytyjski poeta i ilustrator. Mieszka wraz z rodziną w Gloucestershire (Anglia). Ilustruje głównie książki dla dzieci. Zasłynął jako ilustrator serii Horrible Science (Strrraszna przyroda), w Polsce wydawana w ramach serii Monstrrrualna erudycja.

## Nagrody
- Aventis Prize (wraz z Nickiem Arnoldem za najlepsze przyrodnicze książki dla dzieci)